# Eòganán mac Muiredaich
Eòganán mac Muiredaich prétendant ou roi des Scots de Dál Riata de 736 à 739.

## Contexte
Fils de Muiredach mac Ainbcellaich. On ne sait pas s’il était un prétendant en exil au trône de Dalriada ou un roi vassal du puissant monarque des Pictes Oengus Ier. Il disparaît au bout de 3 ans et la souveraineté des Pictes sur les Scots se maintient jusque vers 750.